# Taça de Portugal de Futsal Feminino de 2017-18
A edição da Taça de Portugal de Futsal Feminino referente à época de 2017/2018 decorreu entre 28 de Outubro de 2017 - 1ª Eliminatória - e 13 de Maio de 2018,data em que se disputou a final a qual teve lugar no Pavilhão Multiusos de Gondomar  

## Taça de Portugal de Futsal 2017/2018

### Final
| Final                    | Final                                                                    |
| ------------------------ | ------------------------------------------------------------------------ |
| Novasemente – SL Benfica | 1 – 3 (Pisko 28' - Ana Gonçalves 6', Sara Ferreira 9', Janice Silva 34') |

### Meias-Finais
| SL Benfica - Sporting CP | 2 – 1 |  | FC Vermoim - Novasemente | 2 – 3 |

### Quartos-de-Final
| Quartos-de-Final                | Quartos-de-Final | Quartos-de-Final | Quartos-de-Final                  | Quartos-de-Final |
| ------------------------------- | ---------------- | ---------------- | --------------------------------- | ---------------- |
| FC Vermoim - EDCG               | 6 – 4            |                  | Novasemente - Nun´Álvares/IESFafe | 5 – 0            |
| Quinta dos Lombos - Sporting CP | 1 – 3 a.p.       |                  | SL Benfica - C Penaguião          | 8 – 1            |

### Oitavos-de-Final
| Oitavos-de-Final                 | Oitavos-de-Final | Oitavos-de-Final | Oitavos-de-Final                      | Oitavos-de-Final |
| -------------------------------- | ---------------- | ---------------- | ------------------------------------- | ---------------- |
| Futsal Feijó - RC Penaguião      | 3 – 4            |                  | Academia Caranguejeira - Novasemente  | 0 – 14           |
| FC Vermoim - Chaves              | 7 – 0            |                  | Técnico - EDCG                        | 0 – 3            |
| Golpilheira - Sporting CP        | 0 – 6            |                  | SL Benfica - Santa Luzia              | 6 – 1            |
| Belenenses - Nun´Álvares/IESFafe | 3 – 4            |                  | Leões Porto Salvo - Quinta dos Lombos | 0 – 3            |

### 4ª Eliminatória
| 4ª Eliminatória                         | 4ª Eliminatória | 4ª Eliminatória | 4ª Eliminatória                      | 4ª Eliminatória |
| --------------------------------------- | --------------- | --------------- | ------------------------------------ | --------------- |
| Gafanha - SL Benfica                    | 1 – 15          |                 | Lusitânia Lourosa - Sporting CP      | 1 – 5           |
| CDRC de Tebosa - Novasemente            | 0 – 4           |                 | Póvoa Futsal - FC Vermoim            | 1 – 4           |
| Juventude Gaia - Santa Luzia            | 1 – 9           |                 | Belenenses - Arneiros                | 5 – 3 a.p.      |
| NS Pombal - RC Penaguião                | 1 – 3           |                 | Futsal Feijó - AA Universidade Évora | 6 – 2           |
| CD Juventude São Pedro - Golpilheira    | 1 – 5           |                 | Valverde - Nun´Álvares/IESFafe       | 2 – 6           |
| Técnico - At. Povoense                  | 3 – 2           |                 | EDCG - ARCD Venda da Luísa           | 2 – 1           |
| Nova Morada - Chaves                    | 2 – 8           |                 | Caranguejeira - Tirsense             | 9 – 4           |
| São Pedro Castelões - Quinta dos Lombos | 0 – 9           |                 | Leões Porto Salvo - Santa Iria       | 8 – 1           |

### 3ª Eliminatória
| 3ª Eliminatória                         | 3ª Eliminatória | 3ª Eliminatória | 3ª Eliminatória                     | 3ª Eliminatória |
| --------------------------------------- | --------------- | --------------- | ----------------------------------- | --------------- |
| AEIS Técnico - Futsal Feijó             | 1 – 2           |                 | Gafanha - PARC Pindelo              | 2 – 0           |
| Santa Iria - Quinta Sobrado             | 5 – 0           |                 | Santa Clara - Leões Porto Salvo     | 0 – 4           |
| Belenenses - Academia Caranguejeira     | 7 – 2           |                 | Juventude Gaia - Pioneiros Bragança | 3 – 0           |
| CD Juventude São Pedro - CDRC de Tebosa | 1 – 2           |                 | Valverde - Águias Santa Marta       | 3 – 2           |
| NS Pombal - Nova Morada                 | 7 – 2           |                 | São Pedro Castelões - Tirsense      | 3 – 2           |
| Lusitânia Lourosa - Lusitano FCV        | 4 – 2           |                 |                                     | –               |

### 2ª Eliminatória
| 2ª Eliminatória                            | 2ª Eliminatória   | 2ª Eliminatória | 2ª Eliminatória                       | 2ª Eliminatória |
| ------------------------------------------ | ----------------- | --------------- | ------------------------------------- | --------------- |
| Oliv. Frades - Pioneiros Bragança          | 1 – 1, 1 – 2 g.p. |                 | Quinta Sobrado - GDC Rio Moinhos      | 4 – 3           |
| São Pedro Castelões - FC Landim            | 2 – 1             |                 | Santa Clara - Os Paulenses            | 2 – 1           |
| Modicus - CDRC de Tebosa                   | 2 – 3             |                 | Juventude Gaia - U. Madeira           | 3 – 1           |
| Academia Caranguejeira - NJ Proença-a-Nova | 5 – 2             |                 | Técnico - UPVN                        | 6 – 0           |
| PARC Pindelo - Marítimo                    | 7 – 3             |                 | Belenenses M. Grande - NS Pombal      | 2 – 4           |
| Fut Almeirim - Santa Iria                  | 0 – 2             |                 | Ourentã - Águias Santa Marta          | 1 – 2           |
| VC Santarém - Belenenses                   | 0 – 3             |                 | Tirsense - ACD Castanheira            | 3 – 2 a.p.      |
| CRD Miratejo - Nova Morada                 | 2 – 5             |                 | CPT São Cristóvão - Leões Porto Salvo | 0 – 16          |
| Estrelas Susanenses - Lusitano FCV         | 3 – 6             |                 | Lusitânia Lourosa - Deucriste SC      | 6 – 1           |
| Valverde - Guarda 2000                     | 5 – 0             |                 | Carnide Clube - Futsal Feijó          | 1 – 5           |
| Gafanha - Limianos                         | 1 – 1, 1 – 0 g.p. |                 |                                       | –               |

### 1ª Eliminatória
| 1ª Eliminatória                      | 1ª Eliminatória | 1ª Eliminatória | 1ª Eliminatória                             | 1ª Eliminatória |
| ------------------------------------ | --------------- | --------------- | ------------------------------------------- | --------------- |
| Carnide Clube - Casa Benfica Leiria  | 4 – 3           |                 | GTEAM - U. Madeira                          | 0 – 4           |
| Quinta Sobrado - GD Operário         | 6 – 3           |                 | Lusitano FCV - SC Celoricense               | 8 – 1           |
| Miro - Modicus                       | 1 – 2           |                 | NJ Proença-a-Nova - Eléctrico               | 4 – 0           |
| Alfenense - Lusitânia Lourosa        | 0 – 1           |                 | Lusitânia Lourosa - Santo Cristo            | 8 – 0           |
| Guarda 2000 - CB Mortágua            | 8 – 0           |                 | Os Paulenses - AD Fundão                    | 9 – 0           |
| UPVN - NS Vendas Novas               | 3 – 0           |                 | Santa Iria - CADE                           | 4 – 0           |
| Academia Caranguejeira - AJEDC Tocha | 5 – 1           |                 | ACD Castanheira - Futsal Campo              | 3 – 1           |
| Castromarinense - Nova Morada        | 0 – 8           |                 | Belenenses - Machados                       | 6 – 0           |
| NS Pombal - Estrelas Rio Mau         | 4 – 1           |                 | Belenenses M. Grande - Acad. Bairro Miranda | 3 – 0           |
| Ribafria - CRD Miratejo              | 0 – 1           |                 | Santo André SC - Leões Porto Salvo          | 1 – 14          |
| Juventus da Triana - Gafanha         | 3 – 4 a.p.      |                 | Castro Daire - FC Landim                    | 0 – 7           |
| Deucriste SC - Cambeses              | 4 – 2           |                 | Juventude Gaia - Tabuense                   | 5 – 3           |
| Ac. Pedras Rubras - Marítimo         | 1 – 3           |                 | Águias Santa Marta - CCR Maceda             | 10 – 2          |
| GD Ilha - CPT São Cristóvão          | 3 – 4           |                 | Técnico - Vidais                            | 6 – 5           |
| Limianos - GDCR Escolas de Arreigada | 4 – 3           |                 | Tirsense - Águia FC Vimioso                 | 8 – 1           |
| PARC Pindelo - CDC Santana           | 6 – 3           |                 | GD Mêda - Oliv. Frades                      | 0 – 17          |
| Ourentã - Pregança                   | 3 – 0           |                 | Juvenil S. Tomé - VC Santarém               | 0 – 10          |
| Estrelas Susanenses - Penaverdense   | 14 – 0          |                 | Futsal Feijó - NS Condeixa                  | 5 – 1           |
| ão Pedro Castelões - Viseu e Benfica | 11 – 1          |                 | Soutelense - CD Juventude São Pedro         | 1 – 2           |
| Lírios do Campo - Valverde           | 1 – 6           |                 | Fut Almeirim - 3 d´Agosto 1885              | 7 – 3           |
| Amigos de Cerva - Pioneiros Bragança | 0 – 1           |                 | Santa Clara - U. Coimbra                    | 5 – 2           |
| GDC Rio Moinhos - Fronteirense       | 3 – 2 a.p.      |                 |                                             | –               |